# Luigi Vrenna
(Franco Tricoli, ex magistrato)
Luigi Vrenna, detto U Zirru o Zu Luigi (Crotone, 13 febbraio 1909 – Crotone, 4 novembre 1992), è stato un mafioso italiano legato alla 'Ndrangheta, capobastone negli anni '70 dell'omonima cosca operante nel territorio di Crotone e del calibro di Antonio Macrì, Mico Tripodo e Girolamo Piromalli.

## Biografia
Il soprannome U Zirru deriva dalla parola zirro, che sta ad indicare un barile di stagno utilizzato per versarci al suo interno l'olio d'oliva appena spremuto; il padre di Luigi Vrenna, infatti, di professione faceva l'olivicoltore.
Nel 1974 Vrenna venne arrestato per l'omicidio di due bambini, avvenuto il 23 settembre 1973, che si scoprì in seguito essere figli di Umberto Feudale (detto U petroliaru), capobastone della cosca omonima rivale operante nelle attività di contrabbando di sigarette.
Luigi Vrenna si spense per cause naturali a Crotone il 4 novembre 1992; le sue esequie si svolsero nella parrocchia del Sacro Cuore, all'interno del quartiere San Francesco.

## Eredità
Luigi Vrenna era il nonno paterno, di Luigi Bonaventura, ex mafioso, poi pentito.